# Schweigen-Rechtenbach

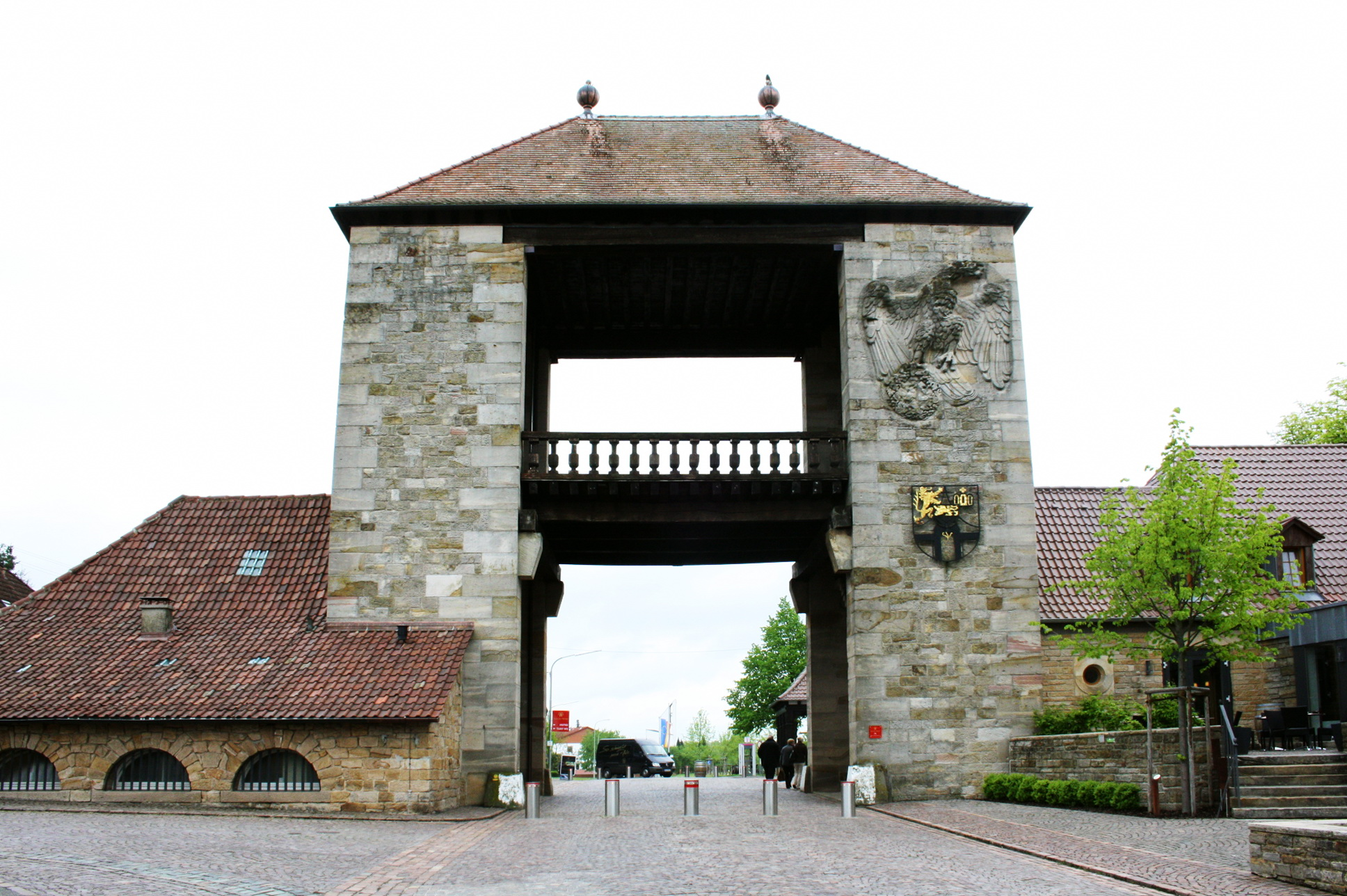
Deutsches Weintor

Schweigen-Rechtenbach ist eine Ortsgemeinde im Landkreis Südliche Weinstraße in Rheinland-Pfalz. Sie entstand 1969 durch Zusammenlegung der Gemeinden Schweigen und Rechtenbach. Sie gehört der Verbandsgemeinde Bad Bergzabern an; gemessen an der Fläche ist die deren größte Ortsgemeinde und gemessen an der Einwohnerzahl ihre viertgrößte. Schweigen-Rechtenbach ist ein staatlich anerkannter Erholungsort sowie Grenzort zu Frankreich. In Schweigen-Rechtenbach beginnt seit den 1930er Jahren in Form des Deutschen Weintors die Deutsche Weinstraße, wodurch die Gemeinde überregionale Bekanntheit erlangte.

## Geographie

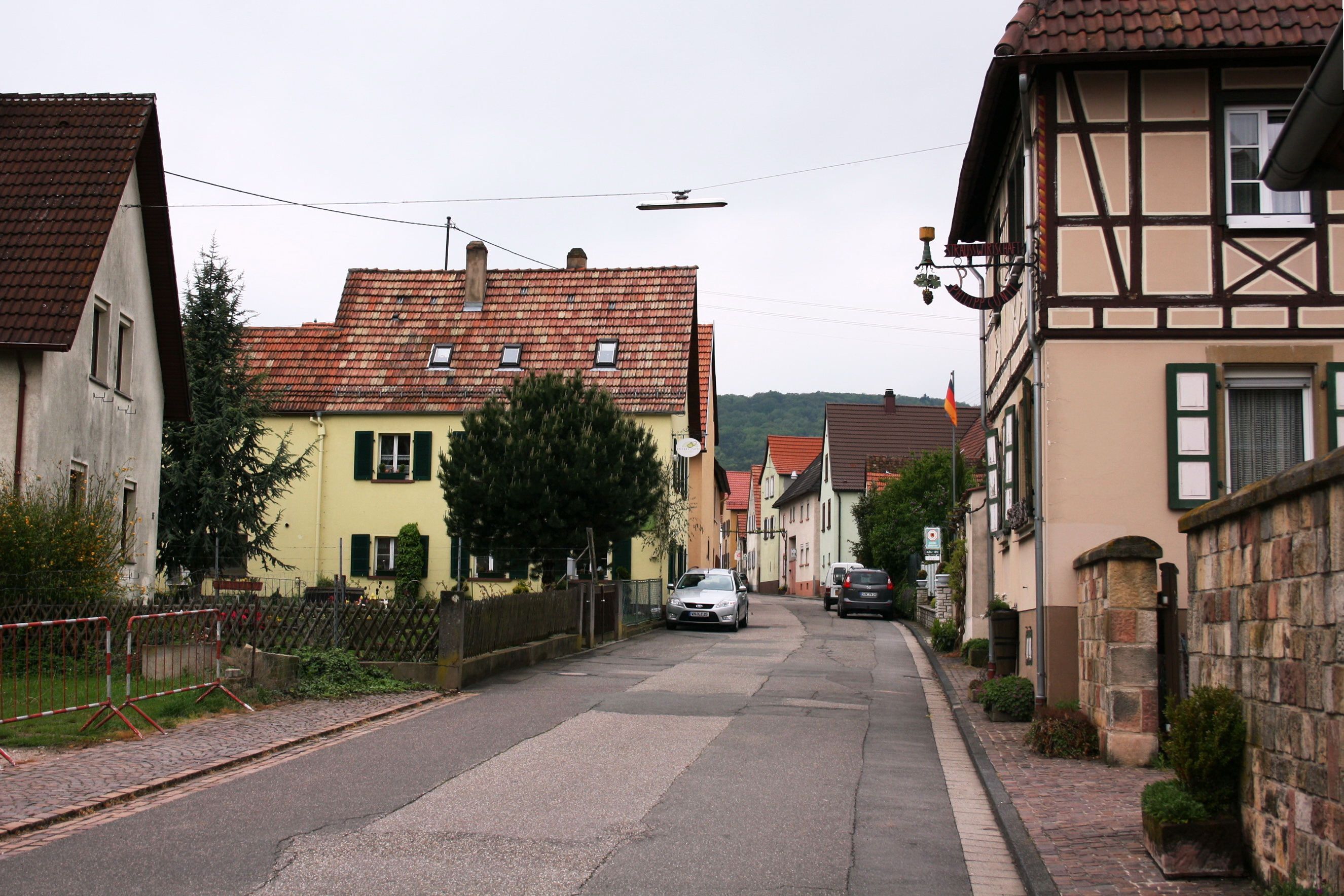
Ortsbild von Schweigen-Rechtenbach

### Lage
Die Gemeinde liegt im Süden der Pfalz an der deutsch-französischen Grenze. Der Westen der Gemarkung ragt in den Wasgau hinein, wie der Südteil des Pfälzerwaldes auch genannt wird. Zudem ist dieser Bereich Bestandteil des Oberen Mundatwaldes. Dort befindet sich außerdem das Langental. Der Osten des Gemeindegebiets gehört zum Haardtrand, alternativ Region Weinstraße genannt, das zur Obereinheit Nördliches Oberrheintiefland gehört.
Die Ortsgemeinde besteht aus den Ortsteilen Rechtenbach im Norden und Schweigen im Süden. Baulich sind diese inzwischen zusammengewachsen, sodass eine räumliche Trennung mittlerweile nicht mehr möglich ist. Auf französischer Seite ihr gegenüber liegt Wissembourg. Nachbargemeinden sind – im Uhrzeigersinn – Oberotterbach, Schweighofen, Wissembourg und Bobenthal.

### Erhebungen
Im Westen der Gemarkung befinden sich mehrere Erhebungen des Pfälzerwaldes. Im äußersten Norden der Gemarkung erstreckt sich die 402 m ü. NHN hohe Steinbühl; nordwestlich von ihr erhebt sich der 503 m ü. NHN hohe Schloßberg, dessen Südostflanke Teil der Gemeindegemarkung ist. Etwas weiter westlich befinden sich der Hohe Kopf (497 m ü. NHN) und der Obere Kirchberg. Näher am Siedlungsgebiet erstrecken sich der Pitzberg, unmittelbar nordwestlich von Rechtenbach der Wachtberg und in der Nähe der Grenze zu Frankreich der Hasenberg.

### Gewässer
Der Rußbach fließt in Nordwest-Südost-Richtung mitten durch den Ortsteil Rechtenbach. Im äußersten Westen bildet der Reisbach die Gemarkungsgrenze zu Bobenthal. Der Otterbach streift den nördlichen Rand der Gemarkung.

## Geschichte
Schweigen-Rechtenbach wurde im Zuge der ersten rheinland-pfälzischen Verwaltungsreform am 7. Juni 1969 aus den bis dahin selbständigen Gemeinden Schweigen und Rechtenbach neu gebildet. Seither liegt sie im Landkreis Landau-Bad Bergzabern, der 1978 in Landkreis Südliche Weinstraße umbenannt wurde. 1972 wurde sie zudem Bestandteil der Verbandsgemeinde Bad Bergzabern.
Zur Neugründung der in der Reformationszeit untergegangenen katholischen Pfarrei Schweigen stiftete der königlich französische Präfekt Johann Jakob Menweeg, um 1685, 20.000 Gulden aus seinem Privatvermögen.
Die Katholiken gehören zum Bistum Speyer, die Evangelischen zur Protestantischen Landeskirche Pfalz.

### Konfessionsstatistik
Mit Stand 30. Juni 2005 waren von den Einwohnern 50,8 % evangelisch, 32,4 % römisch-katholisch und 16,8 % waren konfessionslos oder gehörten einer anderen Glaubensgemeinschaft an. Die Anteile der Katholiken und der Protestanten an der Gesamtbevölkerung sind seitdem gesunken. Derzeit (Stand 31. Oktober 2024) sind von den Einwohnern 36,9 % evangelisch, 25,0 % katholisch und 38,1 % sind konfessionslos, gehören einer anderen Glaubensgemeinschaft an oder machten keine Angaben.

## Politik

### Gemeinderat

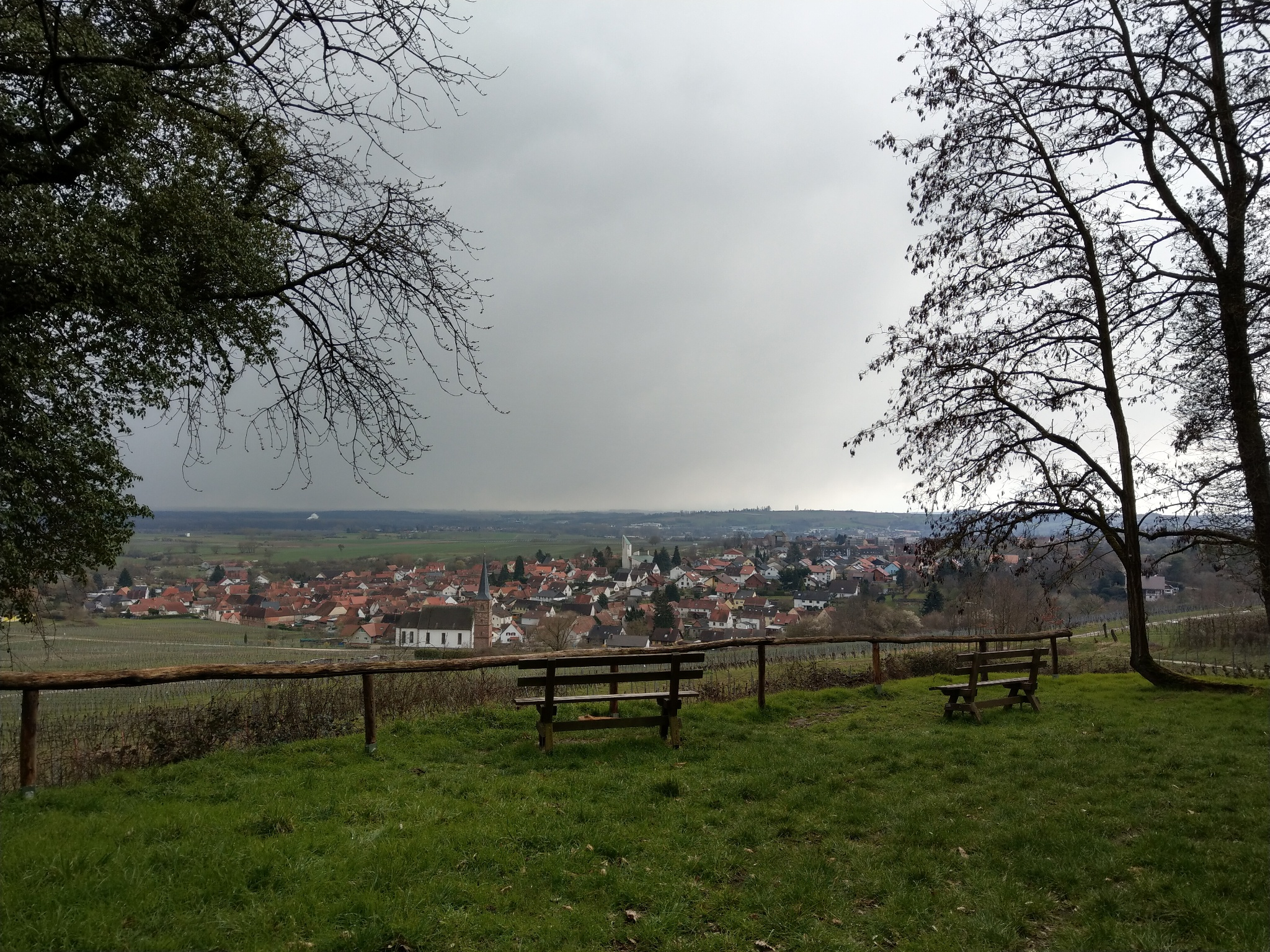
Blick von Norden auf Schweigen-Rechtenbach

Der Gemeinderat in Schweigen-Rechtenbach besteht aus 16 Ratsmitgliedern, die bei der Kommunalwahl am 9. Juni 2024 in einer personalisierten Verhältniswahl gewählt wurden, und der ehrenamtlichen Ortsbürgermeisterin als Vorsitzender.
Die Sitzverteilung im Gemeinderat:
| Wahl | SPD | CDU | FWG | Gesamt   |
| ---- | --- | --- | --- | -------- |
| 2024 | 5   | 5   | 6   | 16 Sitze |
| 2019 | 5   | 4   | 7   | 16 Sitze |
| 2014 | 4   | 6   | 6   | 16 Sitze |
| 2009 | 4   | 5   | 7   | 16 Sitze |
| 2004 | 4   | 4   | 8   | 16 Sitze |

FWG = Freie Wählergruppe Schweigen-Rechtenbach e. V.

### Bürgermeister
Sabine Bentz (FWG) wurde am 24. Juli 2024 Ortsbürgermeisterin von Schweigen-Rechtenbach. Bei einer Stichwahl am 23. Juni 2024 hatte sie sich mit 50,2 % durchgesetzt, nachdem bei der Direktwahl am 9. Juni 2024 keiner der ursprünglich vier Bewerber eine ausreichende Mehrheit erreicht hatte. Ihre Beigeordneten sind Ronny Bodenseh und Herbert Grimm.
Der Vorgänger von Sabine Bentz, Dieter Geißer (FWG), übernahm das Amt im Juni 2014 von Helmut Geißer (FWG).
Wappen
| Wappen von Schweigen-Rechtenbach | Blasonierung: „Geteilt und unten gespalten, oben in Schwarz ein rotbedachtes goldenes Tor mit goldenem Steg, mit beiderseits anschließendem niedrigerem Anbau in gleicher Tinktur, darin drei schwarze Zugänge, unten links in Grün eine bestielte goldene Traube, unten rechts in Silber drei grüne Bäume auf nach links verschobenem grünem Dreiberg.“ |
| Wappen von Schweigen-Rechtenbach | Wappenbegründung: Es wurde 1970 von der Bezirksregierung Neustadt genehmigt und enthält Elemente der alten Wappen von Schweigen und Rechtenbach. |

## Kultur und Sehenswürdigkeiten

### Kulturdenkmäler

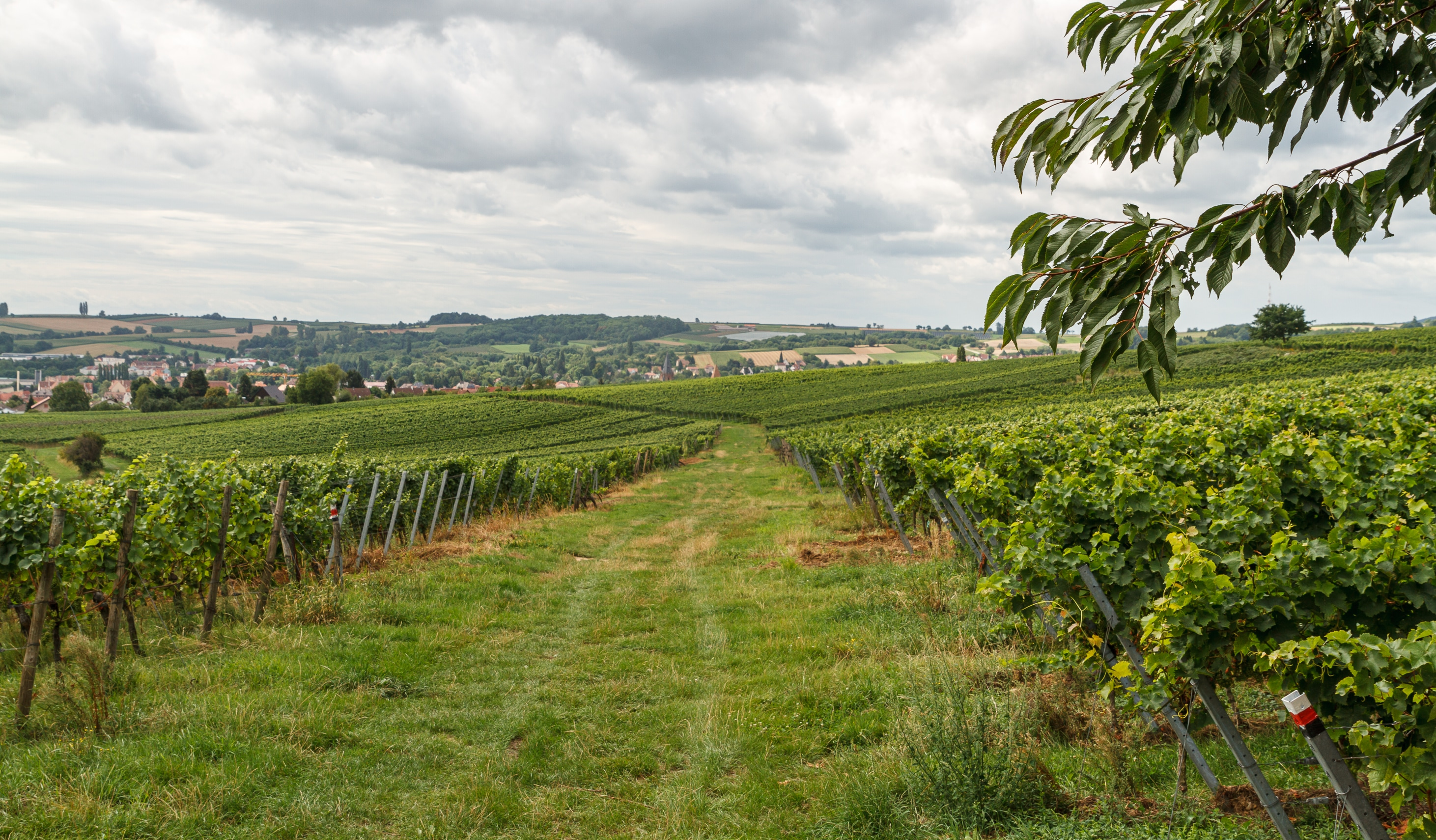
Blick vom Friedhof Richtung Frankreich

In Schweigen-Rechtenbach befinden sich insgesamt 15 Objekte, die unter Denkmalschutz stehen, darunter das Deutsche Weintor. Es wurde 1936 unter der Regie der Landauer Architekten August Josef Peter und Karl Mittel erbaut, um das Weinbaugebiet Pfalz bekannter zu machen.

### Natur
Auf der Gemarkung der Gemeinde befinden sich die Naturschutzgebiete Haardtrand – Am Hasenberg und Haardtrand – Am Wachtberg. Mit zwei Linden in der Hauptstraße befindet sich vor Ort zudem ein Naturdenkmal.

### Vereine
Neben dem ADAC OC Deutsches Weintor e. V., dem Verein 1. Deutscher Weinlehrpfad, dem ASV Schweigen-Rechtenbach und dem Jugendorchester Schweigen-Rechtenbach zählt ebenso der SV Schweigen-Rechtenbach 1929 e. V. mit Sportanlage auf dem hiesigen Wachtberg zu den an Mitgliederzahl größten örtlichen Vereinen.

### Rittersteine
Auf der Waldgemarkung der Gemeinde befinden sich insgesamt drei Rittersteine. Ritterstein 6 hat die Aufschrift Schanze 1704 und verweist auf eine Schanze aus dem Spanischen Erbfolgekrieg hin. 7 Wegscheid markiert einen Treffpunkt von insgesamt fünf Wegen. Ritterstein 8 trägt die Bezeichnung Mundathütte.

### Veranstaltungen
Am 31. August 2008 war Schweigen-Rechtenbach Eröffnungsort des Erlebnistags Deutsche Weinstraße; das Motto lautete „Goldige Pfalz“.

## Wirtschaft und Infrastruktur

### Wirtschaft
Weinbau

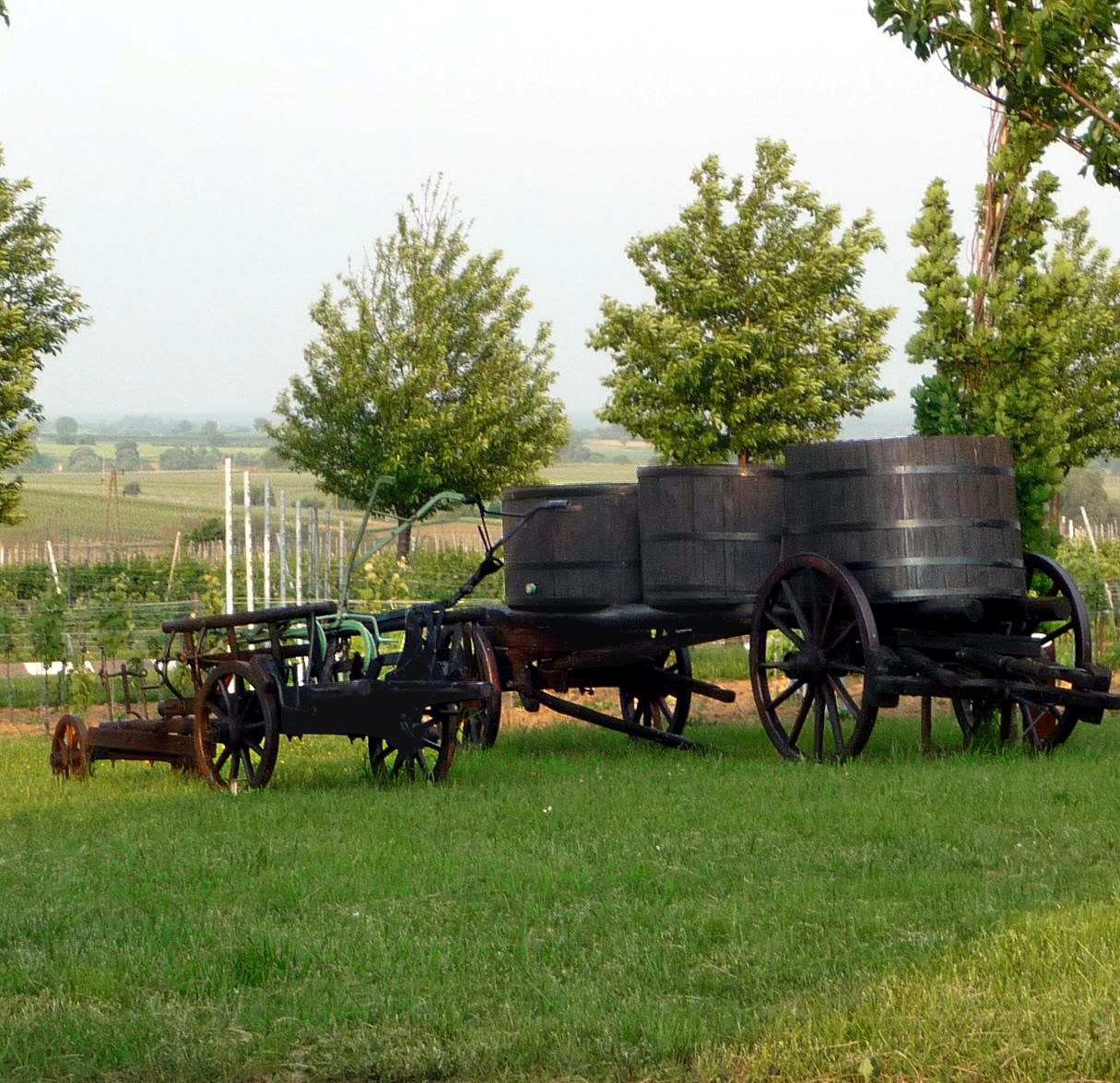
Weinberge in Schweigen-Rechtenbach

Schweigen-Rechtenbach ist ein Winzerort und als solcher Teil des Weinanbaugebiets Pfalz. Vor Ort befinden sich die Großlage Guttenberg sowie die zwei Einzellagen, die beide jeweils die Bezeichnung Sonnenberg tragen. In der Gemeinde haben die Weingüter Friedrich Becker, Bernhart und Jülg ihren Sitz, die alle zum Verband Deutscher Prädikatsweingüter gehören. Vor dem Umzug nach Ilbesheim bei Landau war die Gemeinde außerdem Hauptsitz der Winzergenossenschaft Deutsches Weintor.
Eine weitere Institution bildet der 1. Deutsche Weinlehrpfad am Schweigener Sonnenberg. Der rund einen Kilometer lange Weg wurde 1969 eröffnet; er bietet einen Einblick in die Geschichte des Weinbaus, wie beispielsweise die verschiedenen Traditionen des Anbaus, die Arbeit im Weinberg oder der Einfluss von Böden und Klima.
Als Kuriosum ist zu erwähnen, dass einige Schweigener Winzer aufgrund alter Pachtverträge auch Wein auf französischer Seite heranwachsen lassen. So können deutsche Winzer geographisch geschützte Weine wie „Crémant d’Alsace“ produzieren.
Andere Bereiche
Die Gemeinde gehört zum Geschäftsgebiet der VR Bank Südliche Weinstraße-Wasgau. Zudem existiert vor Ort das Wirtshaus Elwetritsch.

### Verkehr

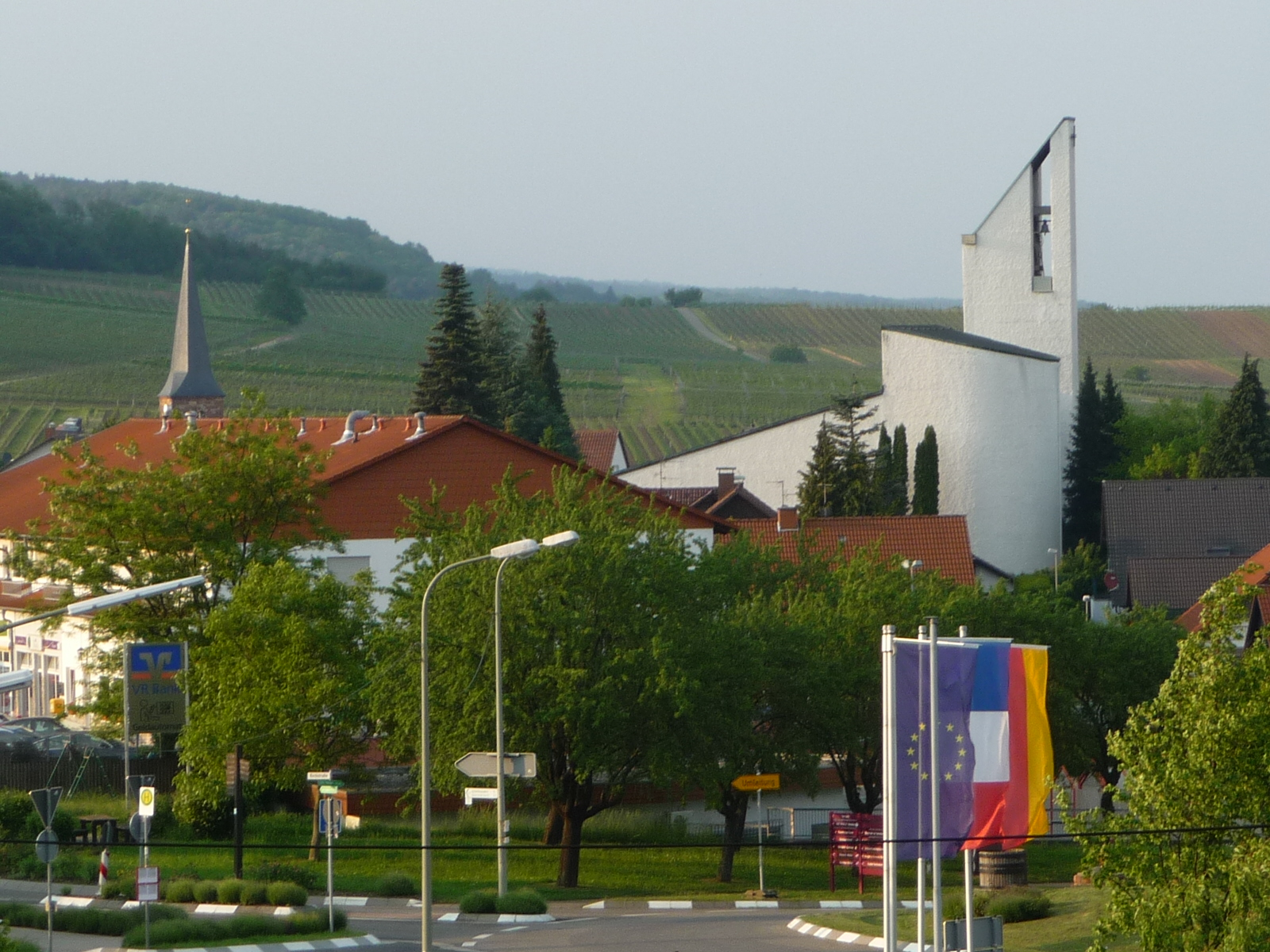
Bundesstraße 38 in Schweigen-Rechtenbach

Durch Schweigen-Rechtenbach verläuft in Nord-Süd-Richtung die Bundesstraße 38 nach Landau in der Pfalz, die in diesem Bereich mit der Deutschen Weinstraße identisch ist. Östlich von Schweigen zweigt die Landesstraße 546 nach Minfeld ab und östlich von Rechtenbach die Kreisstraße 27; beide führen nach Schweighofen. Die Kreisstraße 28 führt mitten durch Schweigen; sie beginnt und endet jeweils an der Bundesstraße und verläuft ringförmig.
Die Gemeinde ist über die Buslinien 540 und 541 des Verkehrsverbundes Rhein-Neckar, die die beiden Bahnhöfe Bad Bergzabern und Wissembourg miteinander verbindet, an das Nahverkehrsnetz angeschlossen.

### Tourismus
Schweigen-Rechtenbach ist gut eingebunden in das rheinland-pfälzische Radwander- und Wanderwegenetz. So beginnen beziehungsweise enden sowohl der Kraut und Rüben-Radweg als auch der Radweg Deutsche Weinstraße in Schweigen-Rechtenbach. Auch die Fernwanderwege Pfälzer Mandelpfad, Pfälzer Weinsteig und Pfälzer Waldpfad binden die Ortsgemeinde an, deren südlichen Endpunkt sie bildet. Zudem liegt Schweigen-Rechtenbach an dem mit einem gelben Balken markierten Fernwanderweg Pirmasens–Belfort.
Darüber hinaus verläuft durch die Waldgemarkung ein Wanderweg, der mit einem blauen Kreuz gekennzeichnet ist und der von Niederhausen bis zum Sankt Germanshof führt.

## Persönlichkeiten

### Ehrenbürger
- Reinhold Frank, Zöllner[16]

### Söhne und Töchter der Gemeinde
- Maria Salomea Schweppenhäuser (1755–1833), Hofdame
- Philipp Cuntz (1900–1977), Winzer und Rebenveredler
- Arthur Schnabel (1947–2018), Judoka und Sumo-Ringer

## Kurioses
An der Zollstraße befand sich 50 Jahre lang ein Ortsschild mit der Beschriftung „Schweigen, Kreis Bergzabern, Zollgrenzbezirk“ auf der Vorderseite und „Nach Weissenburg 1 km“ auf der Rückseite. Dieses Schild war von den Behörden vergessen worden, als der Kreis Bergzabern aufgelöst und in den Landkreis Südliche Weinstraße eingegliedert wurde, und blieb bis zum Februar 2023 unverändert stehen, als Unbekannte das Ortsschild stahlen. Der Ortsbürgermeister stellte schließlich im September 2023 ein Replik aus Aluminium auf, um die Tradition aufrechtzuerhalten.